# Michael Kaplan
Pour les articles homonymes, voir Kaplan.
Michael Kaplan, né à Philadelphie, est un chef costumier américain.

## Biographie
Il a remporté le British Academy Film Award des meilleurs costumes pour Blade Runner (1982), premier film sur lequel il tenait le poste de chef costumier.

## Filmographie
- 1982 : Blade Runner, de Ridley Scott
- 1983 : Flashdance, d'Adrian Lyne
- 1984 : Contre toute attente, de Taylor Hackford
- 1984 : Une Américaine à Paris, de Rick Rosenthal
- 1985 : Perfect, de James Bridges
- 1985 : Cluedo, de Jonathan Lynn
- 1987 : Les vrais durs ne dansent pas, de Norman Mailer
- 1988 : Quand les jumelles s'emmêlent, de Jim Abrahams
- 1989 : Cousins, de Joel Schumacher
- 1989 : Cat Chaser, d'Abel Ferrara
- 1989 : Le sapin a les boules (National Lampoon's Christmas Vacation) de Jeremiah S. Chechik
- 1991 : La P'tite Arnaqueuse, de John Hughes
- 1993 : Malice, de Harold Becker
- 1995 : Seven, de David Fincher
- 1996 : Diabolique, de Jeremiah S. Chechik
- 1996 : Au revoir à jamais, de Renny Harlin
- 1997 : The Game, de David Fincher
- 1998 : Armageddon, de Michael Bay
- 1999 : Fight Club, de David Fincher
- 2000 : Au nom d'Anna, d'Edward Norton
- 2001 : Pearl Harbor, de Michael Bay
- 2002 : Panic Room, de David Fincher
- 2002 : Mauvais piège, de Luis Mandoki
- 2003 : Amours troubles, de Martin Brest
- 2003 : Les Associés, de Ridley Scott
- 2005 : Mr. et Mrs. Smith, de Doug Liman
- 2006 : Miami Vice : Deux flics à Miami, de Michael Mann
- 2007 : Lucky You, de Curtis Hanson
- 2007 : Je suis une légende, de Francis Lawrence
- 2009 : Star Trek, de J. J. Abrams
- 2010 : L'Apprenti sorcier, de Jon Turteltaub
- 2010 : Burlesque, de Steve Antin
- 2011 : Mission impossible : Protocole Fantôme, de Brad Bird
- 2013 : Star Trek Into Darkness, de J. J. Abrams
- 2014 : Un amour d'hiver, d'Akiva Goldsman
- 2015 : Star Wars, épisode VII : Le Réveil de la Force, de J. J. Abrams
- 2016 : War Dogs, de Todd Phillips
- 2017 : Star Wars, épisode VIII : Les Derniers Jedi, de Rian Johnson
- 2019 : Star Wars, épisode IX : L'Ascension de Skywalker (Star Wars: Episode IX – The Rise of Skywalker) de J. J. Abrams
- 2023 : 65 : La Terre d'Avant (65) de Scott Beck et Bryan Woods